# Humberly González
Pour les articles homonymes, voir González.
Humberly González est une actrice canado-venezuelienne, née le 14 avril 1992 à Punto Fijo au Venezuela.
Elle est notamment apparue dans Orphan Black (2013), Utopia Falls (2020), et plus récemment, en tant que Sophie dans la série de Netflix Ginny & Georgia (2021).

## Biographie
Humberly a toujours eu une passion pour la danse, le chant et le théâtre. C'est en arrivant à Toronto qu'elle se lance dans une carrière de comédienne après avoir été diplômée du conservatoire des acteurs de Toronto (CBC) et de l'école nationale de théâtre de Montréal. Elle a fait ses débuts dans le court-métrage It's Not You de Don McKellar sorti en 2015 et diffusé au Festival international du film de Toronto.
Se définissant elle-même comme queer, elle défend la cause LGBT+. Dans Ginny & Georgia, son personnage Sophie est ouvertement bisexuelle. Les fans supportent ainsi pleinement son couple avec Maxine (interprété par Sara Waisglass). Elle s’exprime souvent de la représentation queer et latino dans le cinéma lors d’interviews et de podcasts. Fière de ses origines, elle rappelle dans ses stories Instagram qu’elle parle couramment Espagnol.
En 2023, elle est annoncée comme interprète du rôle principal de Kay Vess dans le jeu video Star Wars Outlaws. Elle y prête ses traits physiques et sa voix (dans la version originale).

## Filmographie
- 2013 : Orphan Black de Graeme Manson et John Fawcett : Ana (Apparition, saison 5)
- 2017 : Shadowhunters de Ed Decter (Apparition)
- 2019 : In The Dark de Corinne Kingsbury : Vanessa
- 2019 : Workin’ Moms
- 2020 : Nurses: état de grâce : Dr Ivy Turcotte
- 2020 : Utopia Falls de R.T. Thorne : Brooklyn 2
- 2021 : Debris de J. H. Wyman : Sofia Muñoz
- 2021 : Jupiter’s legacy de Steven S. DeKnight : Gabriela Zavala / Neutrino
- depuis 2021 : Ginny & Georgia de Sarah Lampert : Sophie
- 2024 : Les cartes du mal : Madeline
- 2025 : Star Trek: Section 31 : Melle

## Jeux vidéo
- 2024 : Star Wars Outlaws : Kay Vess